# 拉瑞·克伦普尔
拉瑞·克伦普尔（Larry Crumpler）是一名美國地质学家和火山學家，美国国家航空航天局2003年火星探测漫游者计划成员，火星古谢夫环形山哥伦比亚山上的一处高地以他的名字命名。